# Colomba Mongiello
Colomba Mongiello (Foggia, 13 febbraio 1961) è una politica italiana.

## Biografia
Nata a Foggia il 13 febbraio 1961 e nella stessa provincia ha svolto la sua professione di insegnante, si iscrive al Partito Comunista Italiano all'età di 18 anni, confluendo in seguito nel PDS, nei DS ed infine nel Partito Democratico.
Alle elezioni politiche del 2006 viene eletta al Senato della Repubblica, in regione Puglia, nelle liste de L'Ulivo (in quota DS). Viene confermata senatrice anche alle elezioni politiche del 2008, nelle liste del Partito Democratico.
Dal 24 febbraio 2009 il Segretario del PD Dario Franceschini (nominato leader del PD dopo le dimissioni di Veltroni dalla Segreteria nazionale) la nomina presidente nazionale del Forum Agricoltura del PD.
Nel corso della sua prima legislatura al Senato svolge la mansione di segretario d'aula.
Alle elezioni politiche del 2013 viene eletta alla Camera dei Deputati, nella circoscrizione Puglia.